# Milan Pančevski
Milan Pančevski (makedonsky Милан Панчевски, 16. května 1935, Debar – 9. ledna 2019) byl jugoslávský a severomakedonský politik.
Studoval v Bělehradě. V roce 1957 vstoupil do jugoslávské komunistické strany. na 4. kongresu makedonských komunistů byl zvolen do Revizní komise SKM a také do organizačně-politické komory Skupštiny Jugoslávie.
Byl předsedou předsednictva Ústředního výboru Svazu komunistů Makedonie (1984–1986) a také posledním předsedou předsednictva ÚV Svazu komunistů Jugoslávie (od května 1989 do května 1990). Předsedal 14. kongresu jugoslávských komunistů v lednu 1990. Po vyhlášení nezávislosti Severní Makedonie se stal členem Sociálnědemokratického svazu Makedonie. Během 80. let 20. století, kdy byl politicky aktivní, zastával centralistické postoje.